# Ficta confessio
La locuzione latina ficta confessio (letteralmente: confessione finta) indica un principio di diritto processuale secondo cui la mancata risposta all'interrogatorio vale come ammissione dei fatti dedotti in interrogatorio.
Secondo una certa dottrina però, in caso di mancata presentazione della parte, non si verifica automaticamente la ficta confessio ma l'attribuzione al Giudice (civile) di un potere di valutazione discrezionale.
Applicazioni di tale principio si rinvengono nell'articolo 232 del codice di procedura civile:  Se la parte non si presenta o rifiuta di rispondere senza giustificato motivo, il collegio, valutato ogni altro elemento di prova, può ritenere come ammessi i fatti dedotti nell'interrogatorio.